# باسكال ماير
باسكال ماير هو عالم فيزياء حيوية ورجل أعمال فرنسي متخصص في التحليلات الجزيئية الحيوية للتشخيص والطب التنبؤي واكتشاف الأدوية.
باسكال معروف بعمله الذي أدى إلى تطوير الجيل التالي من تقنية تسلسل الحمض النووي السريعة وغير المكلفة. والذي بدوره أصبح أساسًا لتكنولوجيا إليومينا، وقد حصل بفضل عمله على جائزة الريادة لعام 2022 في فئة العلوم الحياتية. وهو حاليا رئيس ألفانوسوس.
حصل باسكال على جائزة كندا غيردنر الدولية في عام 2024.
باسكال هو المؤسس المشارك لشركة ألفانوسوس، وهي شركة تعمل في مجال الذكاء الاصطناعي التطبيقي للصحة المستدامة والصناعات البيولوجية التي تطور منتجات صحية طبيعية تعتمد على خلطات مؤهلة للحصول على براءة اختراع من المستخلصات النباتية.

## السيرة الذاتية
وُلِد باسكال ماير عام 1963 في إقليم موزيل الفرنسي، حيث نشأ. تخرج في عام 1988 بدرجة الماجستير في علم الأحياء الجزيئي من جامعة لويس باستور في ستراسبورغ، حيث حصل أيضاً من نفس الجامعة على درجة الدكتوراه في الفيزياء الحيوية الجزيئية الكبيرة في عام 1991.
كانت أطروحته مخصصة لتطوير جهاز آلي لقياس الازدواج الكهربائي على الهلام والدراسة التجريبية لديناميكيات الحمض النووي أثناء الرحلان الكهربائي بالحقل النبضي.
من عام 1991 إلى عام 1994، استكمل باسكال زمالة ما بعد الدكتوراه في جامعة أوتاوا في كندا، حيث أظهر كيف يمكن لطريقة جديدة لفصل الحمض النووي في محلول حر أن تحسن بشكل كبير أساليب تسلسل الحمض النووي.
خلال فترة زمالته الثانية لما بعد الدكتوراه في مركز بول باسكال للأبحاث التابع للمركز الوطني الفرنسي للبحث العلمي من عام 1994 إلى عام 1996، اخترع طريقة وكتب برنامجًا لتحليل صور المجهر المرئي للأشياء المتحركة الضبابية (جزيئات الحمض النووي) باستخدام خرائط الارتباط المكاني الزمني.
نوفمبر 1996، انضم باسكال إلى مجموعة غلاكسو سميث كلاين في جنيف، حيث أدى عمله إلى تقديم براءات اختراع تكشف عن الطريقة الجديدة لتسلسل الحمض النووي المتوازي الضخم، والتي استحوذت عليها لاحقًا شركة سوليكسا البريطانية التي أنشأها شانكار بالاسوبرامانيان وديفيد كيلينرمان، والتي استحوذت عليها شركة إليومينا لاحقاً. وقد مكنت هذه البراءات من إنشاء تقنية سريعة وقوية وغير مكلفة لتسلسل الحمض النووي (يوم واحد وحوالي 600 دولار لإعادة تسلسل الجينوم البشري الكامل)، والتي تستخدم الآن على نطاق واسع. وفي هذا الصدد، حصل باسكال ماير على جائزة الريادة في فئة العلوم الحياتية في عام 2022 (إلى جانب هذين العالمين البريطانيين) وجائزة كندا غيردنر الدولية في عام 2024. مكنت هذه التقنية من التسلسل السريع لفيروس SARS-CoV-2 (كوفيد-19) في عام 2020 والمراقبة المنتظمة للطفرات الجينية للمتغيرات المختلفة.

## الجوائز
- 2022: جائزة الريادة
- 2024: جائزة غيردنر